# Frank van Mosselveld
Frank van Mosselveld (Waalwijk, 2 gennaio 1984) è un ex calciatore olandese, di ruolo difensore.

## Carriera
Ha giocato nella prima divisione olandese.

## Palmarès

### Club

#### Competizioni nazionali
- Eerste Divisie: 1

RKC Waalwijk: 2010-2011